# Porro (grupo de choque)
En México, es denominado porro al integrante de una organización que persigue distintos intereses particulares, ya sean estos políticos o económicos, basados en la violencia organizada, en el asilarse en instituciones estudiantiles y en el fungir como grupo de choque mercenario.  Sabotean o rompen huelgas estudiantiles. Generalmente son elementos que tienen matrícula de inscripción universitaria, pero que nunca pasan de año, «fósiles» en el argot universitario pero listos para actuar cuando se les requiere.
Tales organizaciones se caracterizan por obstaculizar la vida estudiantil mediante actos de vandalismo, asalto, extorsión económica y golpizas sistemáticas a cambio de beneficios económicos, prestándose como grupos de choque que desprestigian a las más importantes instituciones de educación como la Universidad Nacional Autónoma de México y el Instituto Politécnico Nacional. 
Originalmente este fenómeno solo se presentaba en las Universidades de la Ciudad de México; en años recientes este problema se ha extendido a otras instituciones universitarias de varias partes de México, por ejemplo, los Tecos de la Universidad Autónoma de Guadalajara, el Movimiento mexicanista de integración cristiana o Micos de la Universidad de Sonora, la FEU (Federación Estudiantil Universitaria) en el Estado de Veracruz, patrocinada por la Rectoría de la Universidad Veracruzana, el Colegio de Bachilleres, CeTis y el Colegio Nacional de Educación Profesional Técnica, Centros de Estudios Tecnológicos del Mar y la Universidad Autónoma Chapingo, las «casas de estudiantes» en la Universidad Michoacana de San Nicolás de Hidalgo en la Universidad Autónoma «Benito Juárez» de Oaxaca y en la Universidad Juárez Autónoma de Tabasco (UJAT).

## Historia
El fenómeno del porrismo se remite a la década de los cuarenta en la UNAM, al promoverse desde las autoridades de la misma la intervención de pistoleros como contención a las corrientes estudiantiles opositoras de izquierda gestadas dentro de la institución. Es a partir de la década de los cincuenta que dichos grupos inician una etapa de expansión en la UNAM y el IPN, adquiriendo apoyos y estructuras semejantes al sindicalismo oficial bajo la denominación de federaciones universitarias. En esta fase de expansión y consolidación de la educación superior de corte liberal convergen la tradición de violencia y pandillerismo universitario de los grupos conservadores tradicionales con las formas corporativas y autoritarias del Estado mexicano. Para los años cincuenta se han construido o remozado las federaciones estudiantiles a imagen y semejanza del aparato de control sindical. Estos agrupamientos combinan prácticas clientelares y arribismo político con el ejercicio del control estudiantil y la «disuasión» violenta de la disidencia y los grupos opositores. En la década de los sesenta hay una vinculación entre los integrantes de los tradicionales grupos de animación de los equipos estudiantiles de fútbol, en México denominados «porras», tanto de la UNAM como el IPN, con grupos de choque, por lo que popularmente se comienza a llamarlos «porros».
Tras la derrota del Movimiento de 1968 en México luego de la matanza del 2 de octubre, los grupos porriles consolidan su poder en los niveles medio superior y superior. En el contexto de la Guerra sucia en México, dichas asociaciones son usadas con el fin de disuadir actividades u organizaciones con ideologías opositoras al gobierno mediante la violencia, la delincuencia y el espionaje. Tal es el éxito de los grupos porriles, que fueron reconocidos por las autoridades como «organizaciones estudiantiles» que incluso participaban del presupuesto de las instituciones. En los años ochenta el fenómeno se agudiza particularmente en el IPN, en donde los grupos porriles gozaban de privilegios como el cobro de cuotas por acceso a las universidades y extorsión a los profesores a cambio de «protección», además de su actividad violenta en sí dentro y fuera de las escuelas.
Estos grupos están vinculados hasta la fecha al Partido Revolucionario Institucional, como parte de un plan de contrainsurgencia hacia los movimientos sociales urbanos que tienen demandas hacia el Estado.
A partir de la década de los noventa, otras instituciones con presencia porril empezaron a albergar organizaciones porriles como el Colegio de Bachilleres y el Colegio Nacional de Educación Profesional Técnica (Conalep).

## Conducta social
Los grupos porriles se amparan en la protección o fomento de determinadas administraciones estudiantiles que desean cotos de poder o mantener el control de un bloque de escuelas. Se constituyen de adolescentes generalmente maltratados o de padres violentos —incluso ex porros— y de familias marginadas y desintegradas, con violencia intrafamiliar y por lo general inseguros, que son convencidos de integrarse a estas organizaciones por la facilitación de drogas, alcohol, fiestas y el ejercicio de un poder local delincuente y, en algunos casos, de notas académicas altas. Estos son persuadidos de ingresar a los grupos mediante una bienvenida (golpiza) y la asignación de un apodo hacen que el «porro iniciado» le guste más el movimiento, las golpizas hacia otra escuela forman parte del carácter y conducta del porro. Las petardizas y las campales son lo más común en un grupo porril.
El porro se ampara en el ingreso a una institución académica —por lo que es denominado también pseudoestudiante— y tiende a ser violento y muy agresivo, debido a su búsqueda de control y territorialidad. Derivado de una tradición de rivalidad estudiantil, los grupos porriles promueven y exaltan la pelea entre escuelas y federaciones de la UNAM y el IPN (tales como preparatorias, facultades, vocacionales, bachilleratos y CCH). Algunas secundarias igualmente registran actividad porril. Las actividades, apodos e integrantes de estas pandillas son asunto público en las comunidades estudiantiles. Los porros se caracterizan por secuestrar camiones del transporte público y protagonizar peleas campales entre escuelas «rivales». Por lo general van armados con piedras, palos, bates y petardos. Los muertos en estas peleas campales son honrados como héroes.
Las organizaciones porriles cuentan con un líder que ganó ese puesto por ser el más hábil para pelear. Generalmente este y su grupo más cerrado van armados y tienen influencias y contactos con policías, delincuentes y narcomenudistas. Estos mueven (ordenan) al resto del grupo porril. El ser porro implica portar un jersey de fútbol americano (los denominan yercos o trapos) con el logotipo, el número de plantel de la escuela y el nombre de la organización. Perder en una pelea o robárselo (tumbárselo, en jerga porril) a otro porro es considerado como un triunfo y como una deshonra para el perdedor, que es castigado con una golpiza por la misma organización. Los porros integran de igual manera porras. Por lo regular tales organizaciones pertenecen o son financiadas por partidos políticos, y son creadas con fines de crear confusión. Por testimonios de prensa se sabe que muchos porros pertenecen a dichos partidos, por lo que van a ascendiendo en la mayoría de los casos hasta convertirse en miembros del Congreso de la Unión o en otras organizaciones gubernamentales (diputados, senadores, directores de colegio, etc.).
Cabe mencionar que algunos grupos porriles son Independientes (indepos), lo que significa que no están protagonizados y apoyados por ningún partido político, por lo que funcionan como mercenarios a favor del mejor postor.

## Manejo mediático
Los medios de comunicación en México siempre han minimizado el problema, considerando este fenómeno social como un simple conflicto entre pandillas y, en un intento de desinformar, ocupando el término «porro» para referirse de igual manera a los delincuentes represores, como a los activistas sociales afectados. La realidad indica que estos grupos mantienen el control interno de la mayor parte de las escuelas públicas en la Ciudad de México, delinquiendo sin problema y obteniendo con facilidad dinero del estudiantado. Al día de hoy, ninguna autoridad de ningún nivel ha realizado una acción concreta para terminar este problema. Hasta la fecha solamente la UNAM ha realizado expulsiones de algunos líderes de este tipo de organizaciones, aunque no se han tomado medidas contra las autoridades que les brindaban protección.